# Arenberg
Arenberg er en tysk og belgisk adelsslægt. Familien har sit navn efter borgen Arenberg, der ligger i Eifel-bjergene. 
I 1867 blev hertugdømmet Arenberg-Meppen indlemmet i den preussiske provins Hannover.
| Slægtsnavne | Spire Denne artikel om et slægtsnavn er en spire som bør udbygges. Du er velkommen til at hjælpe Wikipedia ved at udvide den. |

50°52′45″N 4°42′07″Ø / 50.8792°N 4.7019°Ø